# محمود ستاری
محمود ستاری (زادهٔ ۳ اسفند ۱۳۶۹، در شهریار) رزمی‌کار ایرانی مقیم ژاپن است. او عضو سابق تیم ملی کیک‌بوکسینگ و موای‌تای ایران است. ستاری قهرمان سنگین‌وزن گراند پرکس سازمان کی‌وان می‌باشد.

## زندگی شخصی
ستاری ورزش را از سن ۶ سالگی با کیک‌بوکسینگ شروع کرد. او چندین دوره قهرمانی کشور در رده‌های سنی پایه تا بزرگسالان را در کارنامه خود دارد.

## زندگی ورزشی
نایب‌قهرمانی بازی‌های آسیایی ساحلی ۲۰۱۴ و قهرمانی بازی‌های آسیایی داخل سالن و هنرهای رزمی ۲۰۱۷ از دستاوردهای او در موای‌تای آماتور می‌باشد.
ستاری در سال ۲۰۲۰ برای شرکت در لیگ‌های معتبر جهانی به ژاپن رفت. در ۱۷ اکتبر ۲۰۲۰ با ناک‌اوت «تانیگاوا سیا» در سازمان کراش توانست خود را مطرح کند. در ۲۵ نوامبر ۲۰۲۰ عنوان قهرمانی سنگین‌وزن در مسابقات حرفه‌ای موای‌تای M-1 را کسب کرد. در۲۱ مارس ۲۰۲۱ او توانست در سازمان کراش، «هیساکی کاتو» را در دور دوم ناک‌اوت کند.
در ۲۴ ژوئیه ۲۰۲۱ ، ستاری در تورنمنت چهارنفره گرند پریکس، با ناک‌اوت روی هانازاوا و تانیگاوا سیا در دور نخست، عنوان قهرمانی کراس‌وزن سازمان کراش را کسب کرد.
در ۳ آوریل ۲۰۲۲، ستاری در تورنمنت گرند پریکس سازمان کی وان، توانست با ناک اوت کردن کی‌جی در یک چهارم نهایی، برد کیوتارو در نیمه نهایی و در نهایت ناک اوت تانیگاوا سیا در فینال عنوان قهرمانی را کسب کند.

## افتخارات و دستاوردها

### مدال‌ها
- بازی‌های آسیایی ساحلی:
  -  مدال نقره بازی‌های آسیایی ساحلی ۲۰۱۴ پوکت (۸۱ کیلوگرم)[۲۶]
- بازی‌های آسیایی داخل سالن و هنرهای رزمی:
  -  مدال طلا بازی‌های آسیایی داخل سالن و هنرهای رزمی ۲۰۱۷ عشق‌آباد (۸۱ کیلوگرم)[۲۷][۲۸][۲۹]

### عنوان
- قهرمان سنگین‌وزن سازمان M-1، توکیو ۲۰۲۱[۳۰]

- قهرمان کراس‌وزن سازمان کراش، توکیو ۲۰۲۱ (۹۰ کیلوگرم)[۳۱]

- قهرمان سنگین‌وزن سازمان کی وان، توکیو ۲۰۲۲ (سنگین‌وزن)[۳۲]

### حضور
- مسابقات حرفه‌ای موای‌تای، پکن ٢٠١٥
- مسابقات جهانی موای‌تای آماتور IFMA، یونشوپینگ ٢٠١٦[۳۳]
- مسابقات جهانی کیک بوکسینگ واکو، بوداپست ٢٠١٧[۳۴]